# David Phelps
David Norris Phelps es un cantante de opera-pop, rock-pop,  soul y baladas cristiano,  arreglista, compositor estadounidense, es más conocido por cantar como tenor Gaither Vocal Band. [1] Él también ha lanzado varios álbumes en solitario, entre ellos cuatro colecciones de Navidad. El 13 de enero de 2008, Phelps apareció en Extreme Makeover Home Edition para la familia Woodhouse.

## Biografía
David Phelps nació en Texas, hijo de Gene y Mary Elle Phelps.
Phelps creció en Tomball, Texas cerca de Houston y se graduó de la Escuela de Tomball en 1988. Asistió a la Universidad de Baylor, (donde dirigió el coro llamado Baylor Religious Hour Choir) se graduó en 1992 con una licenciatura en música y la interpretación vocal. Es considerado uno de los mejores tenores a nivel internacional y nacional.
Fue presentado a Bill Gaither por Mark Lowry en unas grabaciones. David abandonó el Gaither Vocal Band en el 2004, regresando así otra vez (junto a varios otros exmiembros del Gaither Vocal Band) en el 2009. Comparte su papel de tenor con Wes Hampton.

### Vida personal
Es casado con Lori Purtle Phelps (que también nació el 21 de octubre de 1969), tiene 4 hijos: Callie Noelle (nacido en 1995), Beth Maggie (nacido en 1997), David Grant (nacido en 2000) y Coby Daniel (nacido en 2004). La familia Phelps reside al sur de Nashville, Tennessee.

## Disco

### Compilaciones
- 2009: The Best of David Phelps (Word)
- 2011: The Best of David Phelps: From The Homecoming Series

### Con Gaither Vocal Band
- 1998: Still the Greatest Story Ever Told
- 1999: God Is Good
- 2001: I Do Believe
- 2002: Everything Good
- 2003: A Capella (producer/arranger)
- 2004: Best of the Gaither Vocal Band
- 2009: Reunion Vol. 1 & 2 (LIVE)
- 2009: Reunited
- 2010: Better Day [LIVE]
- 2010: Greatly Blessed
- 2011: I Am a Promise
- 2012: Pure and simple
- 2014: "Hymns"
- 2014: "The New Edition"
- 2014: "Sometimes it Takes a Mountain"
- 2016: "Let the Glory Come Down" (LIVE)
- 2016: "Better Together"

### Apariciones en otros álbumes
- 1998: In My Life, Larry Gatlin (Spring House) (background)
- 1999: Within Old Pages, Walt Mills (Homeland Records) (background)
- 2000: Lordsong, Lordsong (Daywind) "Trial of the Heart" (background)
- 2001: Lauren Talley (Horizon) "The Prayer" (duet)
- 2001: Mark Lowry On Broadway (Spring Hill) "A Whole New World" (duet with Sandi Patty)
- 2001: Pursuing His Presence, The God Chasers (Spring Hill) "Completely Yours" (solo)
- 2006: The Nativity Story: Sacred Songs, Various (Watertower Music) "The Virgin's Lullaby" (Background)
- 2009: Let Go, Sheila Walsh (Spring Hill) "The Prayer" (duet)
- 2009: In All I Do, Paid In Full, "Because I Love Him" (solo)
- 2010: Love Will Find A Way, Steve Green, "God Is Love" (background)

## Video

### Solo
- 2006: Legacy of Love [LIVE]
- 2007: No More Night: David Phelps Live in Birmingham
- 2008: O Holy Night
- 2010: Christmas With David Phelps
- 2012: Classic
- 2015: Freedom DVD

### Con Gaither Vocal Band
- 1998: Hawaiian Homecoming
- 2001: I Do Believe
- 2003: Australian Homecoming
- 2009: Reunion Volumes 1 & 2
- 2010: Reunited
- 2010: Better Day
- 2013: Pure and Sumple Volumes 1 and 2 (febrero de 2013)
- 2015: "Sometimes it Takes a Mountain"

### Actuaciones en el Gaither Homecoming
- 1998: Kennedy Center Homecoming "The Battle Hymn of the Republic"
- 1998: All Day Singin' at the Dome "I'll Fly Away"
- 1998: Atlanta Homecoming "What a Meeting in the Air", "Jesus Saves"
- 2000: Good News "I'm Free", "What A Meeting in the Air"
- 2001: A Billy Graham Music Homecoming - Volume 2 "It is Well with My Soul"
- 2001: Mark Lowry On Broadway "A Whole New World"
- 2002: Freedom Band "Worthy the Lamb"
- 2002: I'll Fly Away "I'll Fly Away", "When I Survey the Wondrous Cross"
- 2002: God Bless America "The End of the Beginning", "The Battle Hymn of the Republic"
- 2003: Heaven "No More Night", "What a Day That Will Be"
- 2004: A Tribute to Jake Hess "Sweeter as the Days Go By"
- 2004: Passin' the Faith Along "I Can't Even Walk"
- 2005: So Glad "Bein' Happy"
- 2006: Harmony in the Heartland "The Lifeboat"
- 2007: How Great Thou Art "There is a Fountain Filled with Blood"
- 2008: Rock of Ages "When I Survey the Wondrous Cross"
- 2011: The Best of David Phelps
- 2011: Alaskan Homecoming "America, the Beautiful"
- 2011: Majesty, "His Eye Is On The Sparrow"
- 2011: Tent Revival Homecoming "I Stand Amazed in the presence"